# Reinhard Demoll
Reinhard Demoll (* 3. Dezember 1882 in Kenzingen; † 25. Mai 1960 in München) war ein deutscher Zoologe.

## Leben
Demoll wurde 1882 in Kenzingen geboren und besuchte in Konstanz das Gymnasium. Nach der Reifeprüfung studierte er an der Albert-Ludwigs-Universität Freiburg Medizin und Zoologie. 1907 promovierte er dort bei August Weismann zum Dr. rer. nat. Anschließend wurde er Wissenschaftlicher Assistent bei Johann Wilhelm Spengel am Zoologischen Institut der Universität Gießen. Bereits 1908 habilitierte er sich in Gießen im Fach Zoologie.
1914 wurde er zum Ordinarius für Forstzoologie an der Technischen Hochschule Karlsruhe berufen. 1918 folgte er einen Ruf an die Tierärztlichen Fakultät der Universität München und wurde dort ordentlicher Professor für Zoologie und Fischkunde.
Parallel hierzu wurde er Vorstand des Hofer Institut Wielenbach, Teichwirtschaftliche Versuchsanstalt. Er war einer der maßgeblichen Initiatoren des Instituts für Seenforschung und Seenbewirtschaftung in Langenargen, das im Jahr 1920 gegründet wurde.
1920 wurde er für seine Verdienste zum Geheimen Regierungsrat ernannt. Er wurde mehrmals zum Dekan der Tierärztlichen Fakultät gewählt. Sein großes akademisches Ansehen spiegelt sich auch in der Tatsache wider, dass er im akademischen Jahr 1931/32 zum Rektor der Universität gewählt wurde. 1933 promovierte bei ihm die spätere Widerstandskämpferin Maria Gräfin von Maltzan mit einer Arbeit über die Ernährungsbiologie und -physiologie von Karpfen zum Dr. rer. nat. Im akademischen Jahr 1934/35 ist er zudem als Vorstandsvorsitzender des Studentenwerkes München sowie als Ausschussmitglied des Gemeinsamen akademischen Instituts der Universität und der Technischen Hochschule für Leibesübungen nachgewiesen.
Nach dem Zweiten Weltkrieg beteiligte sich Demoll als Hochschulreferent im Bayerischen Staatsministerium für Unterricht und Kultus maßgeblich am Wiederaufbau der Bayerischen Hochschulen. Nach der Umgründung des Reichsverbandes der Deutschen Fischerei 1949 in den Deutschen Fischerei-Verband e. V. stand Demoll ab 1949 bis zu seinem Tod 1960 dem Verein als sechster Präsident vor. Außerdem war er Ehrenpräsident des Bayerischen Fischereiverbandes. Schließlich war er maßgeblich an der Gründung der Vereinigung Deutscher Gewässerschutz sowie der Gesellschaft für Ernährungsbiologie beteiligt. Er betonte immer wieder die Notwendigkeit einer gemeinsamen Betrachtung von Fischereibiologie, Teichwirtschaft und Abwasserbiologie. Eine besondere Anliegen war ihm die Verbindung der theoretischen mit der angewandten Limnologie.
Am 25. Mai 1960 verstarb Demoll nach kurzer schwerer Krankheit im Alter von 78 Jahren in München.

## Werk
Im Laufe seines Lebens veröffentlichte Demoll über 100 wissenschaftliche Abhandlungen in Fachzeitschriften, Monografien und Sammelwerken. Neben Arbeiten über Sinnesphysiologie, Atmung, Flug der Vögel und Insekten, bildeten fischereibiologische, teichwirtschaftliche und hydrobiologische Probleme seinen Forschungsschwerpunkt. Seine Untersuchungen zur Teichdüngung konnten der Teichwirtschaft neue Impulse geben. Auch entwickelte er die Methoden der Karpfenzucht entscheidend weiter. Seine praktischen Arbeit über die Forellenzucht förderten die Salmonidenzucht in Teichen. Außerdem forschte er über die Wechselwirkung zwischen dem Gesundheitszustand von Fischen und seinem Parasitenbefall. Mit seinen Werken über die Reinigung der Abwässer setzte er neue Akzente im Umweltschutz.

## Ehrungen
- 1916: Wahl in die Leopoldina (20. September 1916): Vierter Adjunktenkreis, Fachsektion 6 für Zoologie und Anatomie.[3]
- 1920: Geheimer Regierungsrat.
- 1948: Ehrendoktorwürde Dr. med. vet. h. c. der Tierärztlichen Fakultät der Universität München.
- 1950: Ehrendoktorwürde Dr.-Ing. h. c. der Technischen Hochschule Karlsruhe.
- 1953: Ehrendoktorwürde Dr. med. h. c. der Medizinischen Fakultät der Universität München.
- 1954: Großes Verdienstkreuz des Bundesverdienstkreuzes.
- 1959: Bayerischer Verdienstorden (3. Juli 1959).
- 1961: Benennung der Demollstraße im Münchener Stadtteil Neuhausen-Nymphenburg.
- unbekannt: Benennung der Demollstraße in Wielenbach.

## Schriften (Auswahl)
Als Autor
- Die Mundteile der solitären Apiden. Engelmann, Leipzig 1908 (Dissertation, Universität Freiburg im Breisgau, 1908).
- Über die Augen und die Augenstielreflexe von Squilla mantis. Lippert, Naumburg a. S. 1908 (Habilitationsschrift, Universität Gießen, 1908).
- mit Siegfried Becher: Einführung in die mikroskopische Technik für Naturwissenschaftler und Mediziner. Quelle & Meyer, Leipzig 1913.
- Die Sinnesorgane der Arthropoden: Ihr Bau und ihre Funktion. Vieweg, Braunschweig 1917.
- Der Flug der Insekten und der Vögel: Eine Gegenüberstellung. Fischer, Jena 1918.
- Die Edelpelztierzucht. F. C. Mayer, München 1928 (→ Inhaltsverzeichnis)
- Die Silberfuchszucht. F. C. Mayer, München 1925. – 3. überarbeitete Auflage 1930 (→ Inhaltsverzeichnis).
- Der Wandel der biologischen Anschauungen in den letzten hundert Jahren: Rede zum Antritt des Rektorates, gehalten in der Aula am 21. November 1931 (= Münchener Universitätsreden. H. 23). Hueber, München 1931.
- Instinkt und Entwicklung. J. F. Lehmann, München 1933.
- mit Paul Steinmann: Praxis der Aufzucht von Forellenbesatzmaterial. Schweizerbart, Stuttgart 1949.
- mit Paul Steinmann: Heimat: Wandern und schauen in Berg und Tal. 2 Bände. Faunus, Basel 1953.

- 1954: Ketten für Prometheus. Gegen die Natur oder mit ihr? 248 Seiten, 23 Abbildungen. Verlag F. Bruckmann, München 1954.
- 1957: Bändigt den Menschen. Gegen die Natur oder mit ihr? 315 Seiten, 36 Abb., stark erweiterte 2. Auflage, Bruckmann 1957.[4]

- Früchte des Meeres. Springer, Berlin 1957.

Als Herausgeber
- mit Hermann Nikolaus Maier: Handbuch der Binnenfischerei Mitteleuropas. 6 Bände. Schweizerbart, Stuttgart 1924–1957.
- Die Edelpelztierzucht. F. C. Mayer, München 1928.
- Im Schatten der Technik: Beiträge zur Situation des Menschen in der modernen Zeit. Bechtle, München/Esslingen 1960.